# Aloísio Lorscheider
Aloísio Lorscheider (1924 - 2007) là một Hồng y người Brazil của Giáo hội Công giáo Rôma. Ông từng đảm nhận vai trò Hồng y Đẳng Linh mục Nhà thờ S. Pietro in Montorio, Tổng giám mục đô thành Tổng giáo phận Aparecida trong 9 năm, từ năm 1995 đến năm 2004
Vốn là một giáo sĩ trong vai trò lãnh đạo giáo hội địa phương, ông từng đảm trách vai trò khác nhau trước khi tiến đến trở thành Tổng giám mục đô thành Aparecida, như: giám mục chính tòa Giáo phận Santo Ângelo (1962 - 1973), Tổng giám mục đô thành Tổng giáo phận Fortaleza (1973 - 1995). Ngoài lãnh đạo các giáo phận được bổ nhiệm, ông còn đảm nhận nhiều vị trí quan trong tại Hội đồng giám mục quốc gia cũng như khu vực, như: Tổng Thư ký Hội đồng Giám mục Brazil (1968 - 1971), Chủ tịch Hội đồng Giám mục Brazil (1971 - 1979), Phó Chủ tịch I Liên Hội đồng Giám mục Châu Mỹ Latinh (1972 - 1975), Chủ tịch Liên Hội đồng Giám mục Châu Mỹ Latinh (1975 - 1979). Ngoài ra, ông từng đảm nhiệm vai trò Chủ tịch Caritas Quốc tế (1974 - 1975). Ông được vinh thăng Hồng y ngày 24 tháng 5 năm 1976, bởi Giáo hoàng Phaolô VI.

## Tiểu sử
Hồng y Aloísio Lorscheider sinh ngày 8 tháng 10 năm 1924 tại Picada Geraldo, Brazil. Này 13 tháng 3 năm 1946, ông khấn trọn gia nhập Dòng Phanxicô, có ký hiệu viết tắt là O.F.M.. Sau quá trình tu học dài hạn tại các cơ sở chủng viện theo quy định của Giáo luật, ngày 22 tháng 8 năm 1948, Phó tế Lorscheider, 24 tuổi, tiến đến việc được truyền chức linh mục. Tân linh mục là thành viên linh mục đoàn Dòng Phanxicô.
Sau 14 năm thi hành các công việc mục vụ với thẩm quyền và cương vị của một linh mục, ngày 3 tháng 2 năm 1982, Tòa Thánh loan tin Giáo hoàng đã quyết định tuyển chọn linh mục Aloísio Lorscheider, 38 tuổi, gia nhập Giám mục đoàn Công giáo Hoàn vũ, với vị trí được bổ nhiệm là giám mục chính tòa Giáo phận Santo Ângelo. Lễ tấn phong cho vị giám mục tân cử được tổ chức sau đó vào ngày 20 tháng 5 cùng năm, với phần nghi thức chính yếu được cử hành cách trọng thể bởi 3 giáo sĩ cấp cao, gồm chủ phong là Tổng giám mục Alfredo Vicente Scherer, Tổng giáo phận Porto Alegre, Rio Grande do Sul; hai vị giáo sĩ còn lại, với vai trò phụ phong, gồm có giám mục Benedito Zorzi, giám mục chính tòa Giáo phận Caxias và Giám mục Luiz Felipe de Nadal, giám mục chính tòa Giáo phận Uruguaiana, Rio Grande do Sul. Tân giám mục chọn cho mình châm ngôn:IN CRUCE SALUS ET VITA.
Sau 11 năm quản nhiệm giáo phận Santo Ângelo, Giám mục Aloísio Lorscheider được Tòa Thánh thăng Tổng giám mục, qua việc bổ nhiệm giám mục này làm Tổng giám mục đô thành Tổng giáo phận Fortaleza. Thông báo về việc bổ nhiệm này được công bố cách rộng rãi vào ngày 26 tháng 3 năm 1973.
Ngoài lãnh đạo các giáo phận được bổ nhiệm, ông còn đảm nhận nhiều vị trí quan trong tại Hội đồng giám mục quốc gia cũng như khu vực, như: Tổng Thư ký Hội đồng Giám mục Brazil, từ năm 1968 đến khi được bầu chọn làm Chủ tịch Hội đồng Giám mục Brazil năm 1971 và giữ chức vụ này đến năm 1979. Trong thời gian này, ông còn đảm nhận vai trò Phó Chủ tịch I Liên Hội đồng Giám mục Châu Mỹ Latin, từ năm 1972 đến khi được bầu chọn làm Chủ tịch Liên Hội đồng Giám mục Châu Mỹ Latinh năm 1975. Ông giữ chức danh này đến năm 1979. Ngoài ra, ông từng đảm nhiệm vai trò Chủ tịch Caritas Quốc tế, từ năm 1974 đến năm 1975.
Bằng việc tổ chức công nghị Hồng y năm 1976 được cử hành chính thức vào ngày 24 tháng 5, Giáo hoàng Phaolô VI đưa ra quyết định vinh thăng Tổng giám mục Aloísio Lorscheider tước vị danh dự của Giáo hội Công giáo, Hồng y. Tân Hồng y thuộc Đẳng Hồng y Linh mục và Nhà thờ Hiệu tòa được chỉ định là Nhà thờ S. Pietro in Montorio.
Hai mươi năm sau khi được thăng Hồng y, ông được Tòa Thánh thuyên chuyển đến nhiệm sở mới, cụ thể là Tổng giáo phận Aparecida, Sao Paulo, đảm đươg vị trí tương đương nhiệm sở cũ, Tổng giám mục đô thành. Thông báo về việc bổ nhiệm này được công bố cách rộng rãi vào ngày 12 tháng 7 năm 1995.
Ngày 28 tháng 1 năm 2004, Tòa Thánh chấp thuận đơn hồi hưu của ông, vì lý do tuổi tác, theo Giáo luật. Ông qua đời ngày 23 tháng 12 năm 2007, thọ 83 tuổi.